# Voyage, Voyage
«Voyage, Voyage» (с фр. — «Вояж, вояж») — песня французской певицы Desireless. Это первый сингл с её альбома François. В 1986—1987 годах песня была суперхитом во всей Европе, поднялась на вершину хит-парадов Франции, Бельгии, Германии, Испании и Израиля и разошлась тиражом в 5 миллионов копий. В СССР также завоевала большую популярность.

Видео на YouTube

## Известные кавер-версии
- Magneto — Vuela, Vuela (1991)
- Gregorian — Voyage, Voyage (2002)
- Kate Ryan — Voyage, Voyage (2007)
- Bananarama - Voyage, Voyage (2009)
- Soap&Skin — Voyage, Voyage (2012)
- Sirenia — Voyage, Voyage (10.02.2021)
- Gavin Friday - Voyage, Voyage (04.04.2025)

В бывшем СССР
- Сергей Минаев — Вояж (1989)
- Boney’NEM — Voyage (1995)
- Сергей Ли — Вояж
- Сергей Михайлин — Voyage, Voyage (cover, , The Voice Russia, Tv Show, Голос, Телешоу, Россия, Сезон 3) (2014)

- Niko's Band — Voyage, Voyage (2024)[1]